# استفانو اسکاپینی
استفانو اسکاپینی (انگلیسی: Stefano Scappini؛ زادهٔ ۲ فوریهٔ ۱۹۸۸) بازیکن فوتبال اهل ایتالیا است.
از باشگاه‌هایی که در آن بازی کرده‌است می‌توان به باشگاه فوتبال سورنتو کالچو، باشگاه فوتبال آلساندریا، باشگاه فوتبال سمپدوریا، باشگاه فوتبال پیزا، و باشگاه فوتبال ترنانا اشاره کرد.